# محمدکریم خان سالار
محمدکریم خان گزی (زاده آذر ۱۲۶۷ - درگذشته ۲۶ آذر ۱۳۳۷) از رجال سیاسی دوره قاجار بود. وی در دوره‌ای فرمانداری فریدن را برعهده داشت.

## زندگی‌نامه
محمدکریم‌خان گزی در آذر ماه ۱۲۶۷ خورشیدی زاده شد. پدرش محمدرضاخان معروف به سرتیپ گزی و مادرش حاجیه زهرا بیگم؛ از خاندان صفویه مقیم سه نطنز بود. محمدکریم‌خان از سن ۱۷ سالگی دارای افکار آزادی‌خواهی بود و به همین بهانه، اقبال‌الدولهٔ کاشی؛ حاکم اصفهان او را زندانی کرد و در صدد اعدام وی برآمد، که اندکی بعد، به شفاعت محمد ابراهیم ملک‌التجار اصفهانی از زندان و اعدام نجات یافت.

## حزب دمکرات
پس از پیروزی آزادی‌خواهان و استقرار مشروطیت، سالار گزی وارد حزب دمکرات شد و فعالیت‌های خود را در صف آزادی‌خواهان آغاز نمود.

## جنگ جهانی اول
هنگامی که جنگ جهانی اول پیش می‌آید و ایران به اشغال قوای بیگانه در می‌آید، محمدکریم‌خان با همراهی شکرالله خان شیرانی و میرزا آقاخان امینی، با ۱۷۰ نفر سوار و پیادهٔ مسلح، در بیستم آذرماه سال ۱۲۹۳ خورشیدی به طرف غرب حرکت و در طول مسیر، اقدام به درگیری با قوای اشغال‌گر می‌کنند، تا زمانیکه بر اثر نرسیدن مهمات و فشار قوای روس تزاری، صفوف بهم فشردهٔ آزادیخواهان متلاشی می‌شود و محمدکریم‌خان باتفاق شکرالله‌خان، افراد و سواران خود را مرخص و خود به طرف بغداد عزیمت می‌کند.

## تحصیلات
محمدکریم‌خان در طول حیان خود، تحصیلات منظمی نداشت و معلومات او منحصر به مختصر دانشی بود که مرسوم اعیان زادگان زمان بود، ولی در نتیجهٔ معاشرت دائم با ارباب سیاست و ادب، از هر که هر چه شنیده بود، در سینه محفوظ داشت. خاصه در فن نامه‌نگاری می‌توان گفت بسیار زبردست بود.

## خدمات دولتی
محمدکریم‌خان پس از دورهٔ انقلاب و آرامش کشور، به کارهای زراعتی املاک خود می‌پرداخت، تا اینکه قاسم‌خان صور اسرافیل به حکومت اصفهان منصوب شد و او را ابتدا به نایب‌الحکومگی شهرضا برگزید و پس از آن به سمت نایب‌الحکومهٔ نجف آباد منصوب گردید. بیمارستان نجف‌آباد در زمان تصدی وی پی‌ریزی گردید و برای نمونه چهار ردیف درخت چنار که از میدان وسط شهر تا میدان شهر داری غرس گردیده، از زمرهٔ یادگارهای دوره فرمانداری اوست. او مدتی نیز فرمانداری شهرستان فریدن را برعهده داشت.

## معاشران
در ایّام فراغت، مهمانسرای او محل تجمع آزادیخواهان، شاعران و حتی موسیقی‌دانان بود، به‌طوریکه در این مورد عارفنامهٔ محمدرضاخان هزار، گواه بر این مدعا است.

## درگذشت
محمدکریم‌خان در تاریخ ۲۶ آذرماه ۱۳۳۷ خورشیدی درگذشت.